# Elobey Chico
Elobey Chico és una petita illa, de només 0,19 km² (19 hectàrees), que pertany a Guinea Equatorial, es troba a prop de la desembocadura del riu Mitémélé. Actualment està deshabitada però va ser de facto la capital colonial del territori espanyol de Río Muni. Al cens del 1900 apareix amb 250 habitants i 25 hectàrees de superfície. Aleshores hi havia una missió catòlica dels pares missioners del Cor de Maria, un embarcador de maçoneria, factoria de la companyia Transatlàntica espanyola, i factories alemanya i anglesa, a més de la residència del subgovernador i el destacament militar. A un mapa de 1960 l'illa apareix sense població.